# Força Aérea Real Saudita
A Força Aérea Real Saudita (em árabe: القوات الجوية الملكية السعودية‎; al-quwwāt al-ğawwiyyah al-malakiyyah as-suʿūdiyyah) é o ramo aéreo das Forças Armadas da Arábia Saudita.

## História
Uma das mais antigas forças aéreas do Mundo Árabe, a força aérea saudita foi criada em 1950, durante o reinado de Abd al-Aziz Al Saud, quando a Grã-Bretanha ajudou a treinar os primeiros pilotos. A partir de 1952, a influência dos Estados Unidos cresceu quando a USAF estabeleceu uma grande base aérea em Dhahran.
Nas décadas de 1960 e 1970, iniciou-se um grande programa de expansão militar devido ao aumento da produção de petróleo do reino. Os britânicos, com os English Electric Lightning e BAC Strikemaster, e os norte-americanos, com os C-130 Hercules e Northrop F-5, conseguiram vender aeronaves aos sauditas.
Em meados de 1980, outros acordos entre Riade e Washington foram firmados, com o objetivo de conter a crescente influência iraniana no Golfo Pérsico. Durante este período, o governo dos Estados Unidos anulou protestos do lobby pró-Israel no Congresso contra a venda de AWACS E-3 Sentry e caças F-15 Eagle para que os sauditas pudessem proteger os seus campos de petróleo no leste, de ataques aéreos iranianos. O conflito entre Irã e Iraque estava em seu auge, e os F-15 da Arábia Saudita tiveram a sua primeira vitória em combate aéreo contra os F-4 Phantom do Irã.

## Aeronaves
| Aeronave                                 | Origem               | Tipo                          | Variante            | Em serviço          | Notas                                                |                     |
| Aeronave de Combate                      | Aeronave de Combate  | Aeronave de Combate           | Aeronave de Combate | Aeronave de Combate | Aeronave de Combate                                  | Aeronave de Combate |
| ---------------------------------------- | -------------------- | ----------------------------- | ------------------- | ------------------- | ---------------------------------------------------- | ------------------- |
| F-15 Eagle                               | Estados Unidos       | Caça de Superioridade Aérea   | F-15C               | 62                  |                                                      |                     |
| F-15 Eagle                               | Estados Unidos       | Caça (Treinador)              | F-15D               | 21                  |                                                      |                     |
| Eurofighter Typhoon                      | Reino Unido          | Caça Multifunção              |                     | 72                  |                                                      |                     |
| Panavia Tornado                          | Itália / Reino Unido | Caça Multifunção              | IDS                 | 81                  |                                                      |                     |
| F-15E Strike Eagle                       | Estados Unidos       | Caça Multifunção              | F-15S/SA            | 207                 |                                                      |                     |
| Transporte/Reabastecimento em Vôo (REVO) |                      |                               |                     |                     |                                                      |                     |
| Gulfstream IV                            | Estados Unidos       | Transporte VIP                |                     | 2                   |                                                      |                     |
| BAE Jetstream                            | Reino Unido          | Transporte VIP                | 31                  | 1                   |                                                      |                     |
| Cessna Citation II                       | Estados Unidos       | Transporte VIP                | Bravo               | 4                   |                                                      |                     |
| Beechcraft Super King Air                | Estados Unidos       | Transporte                    | 350                 | 10                  | 4 encomendados                                       |                     |
| C-130 Hercules                           | Estados Unidos       | Transporte/REVO               | KC/C-130H           | 7/33                |                                                      |                     |
| C-130J Super Hercules                    | Estados Unidos       | Transporte/REVO               | KC-130J             | 2                   |                                                      |                     |
| Boeing KC-707                            | Estados Unidos       | REVO                          | KE-3A               | 7                   |                                                      |                     |
| Airbus A330 MRTT                         | França               | Transporte/REVO               | KC-30A              | 6                   |                                                      |                     |
| Aeronave de Inteligência                 |                      |                               |                     |                     |                                                      |                     |
| Boeing E-3 Sentry                        | Estados Unidos       | Alerta Avançado               | E/RE-3A             | 6                   | Uma unidade utilziada para missões de SIGINT / ELINT |                     |
| Saab 2000                                | Suécia               | Alerta Avançado               | 2000 AEW&C          | 2                   |                                                      |                     |
| Super King Air                           | Estados Unidos       | Reconhecimento                | 350                 | 5                   |                                                      |                     |
| Aeronaves de Treinamento                 |                      |                               |                     |                     |                                                      |                     |
| BAE Hawk                                 | Reino Unido          | Treinador Avançado            | 65/A                | 69                  | 12 encomendados                                      |                     |
| Pilatus PC-21                            | Suíça                | Treinador Básico/Avançado     |                     | 55                  |                                                      |                     |
| Cirrus SR22                              | Estados Unidos       | Treinador Pirmário            |                     | 25                  |                                                      |                     |
| PAC MFI-17 Mushshak                      | Paquistão            | Treinador Pirmário            |                     | 20                  |                                                      |                     |
| Asas Rotativas                           |                      |                               |                     |                     |                                                      |                     |
| Bell 212                                 | Estados Unidos       | Emprego Geral                 |                     | 24                  |                                                      |                     |
| Bell 412                                 | Estados Unidos       | Emprego Geral                 |                     | 16                  |                                                      |                     |
| Sikorsky UH-60 Black Hawk                | Estados Unidos       | Emprego Geral                 | UH-60L              | 2                   |                                                      |                     |
| Eurocopter AS332 Super Puma              | França               | Emprego Geral/Busca e Resgate |                     | 14                  | 3 encomendados                                       |                     |

## Fotos

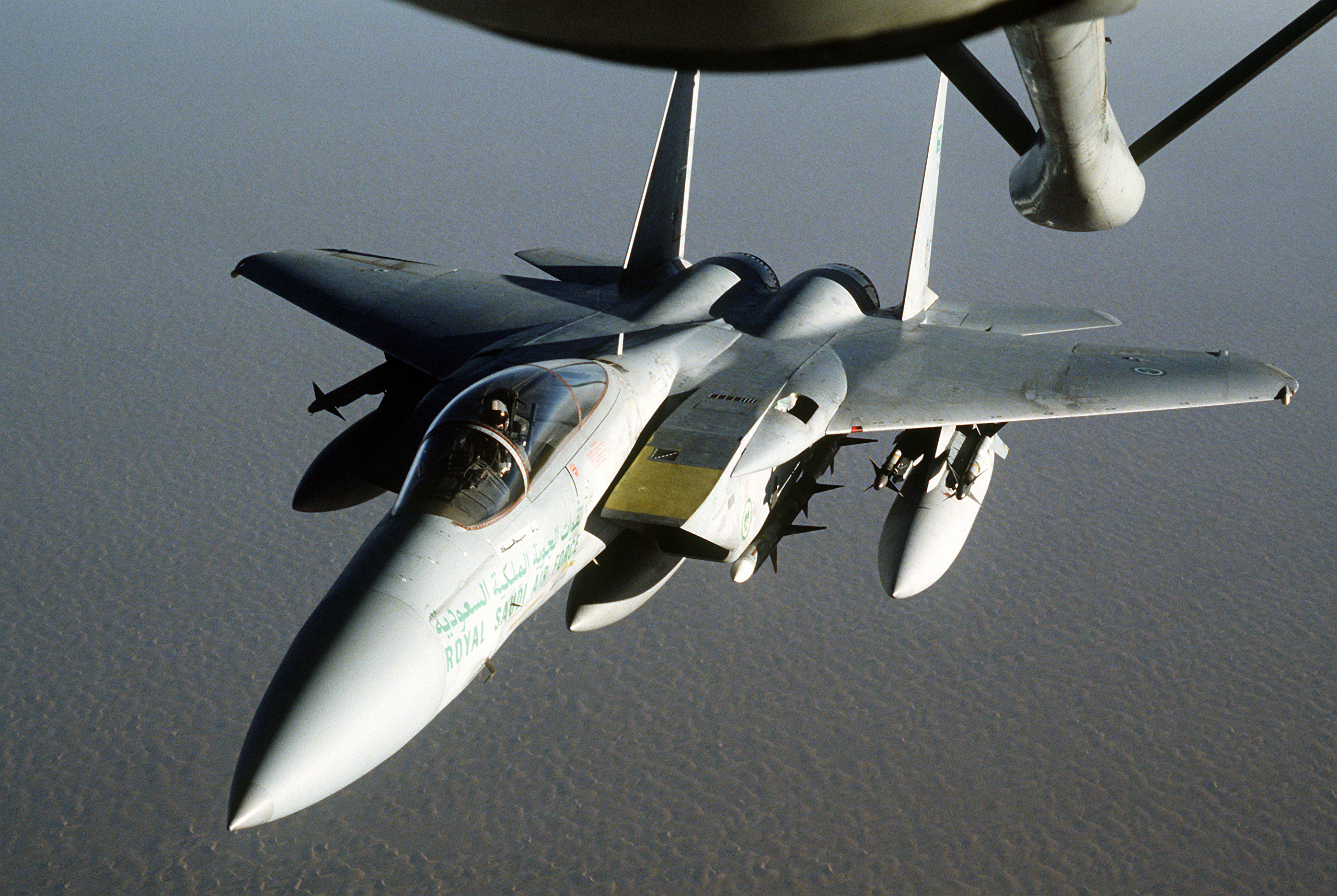
Um caça F-15 saudita, de fabricação americana.
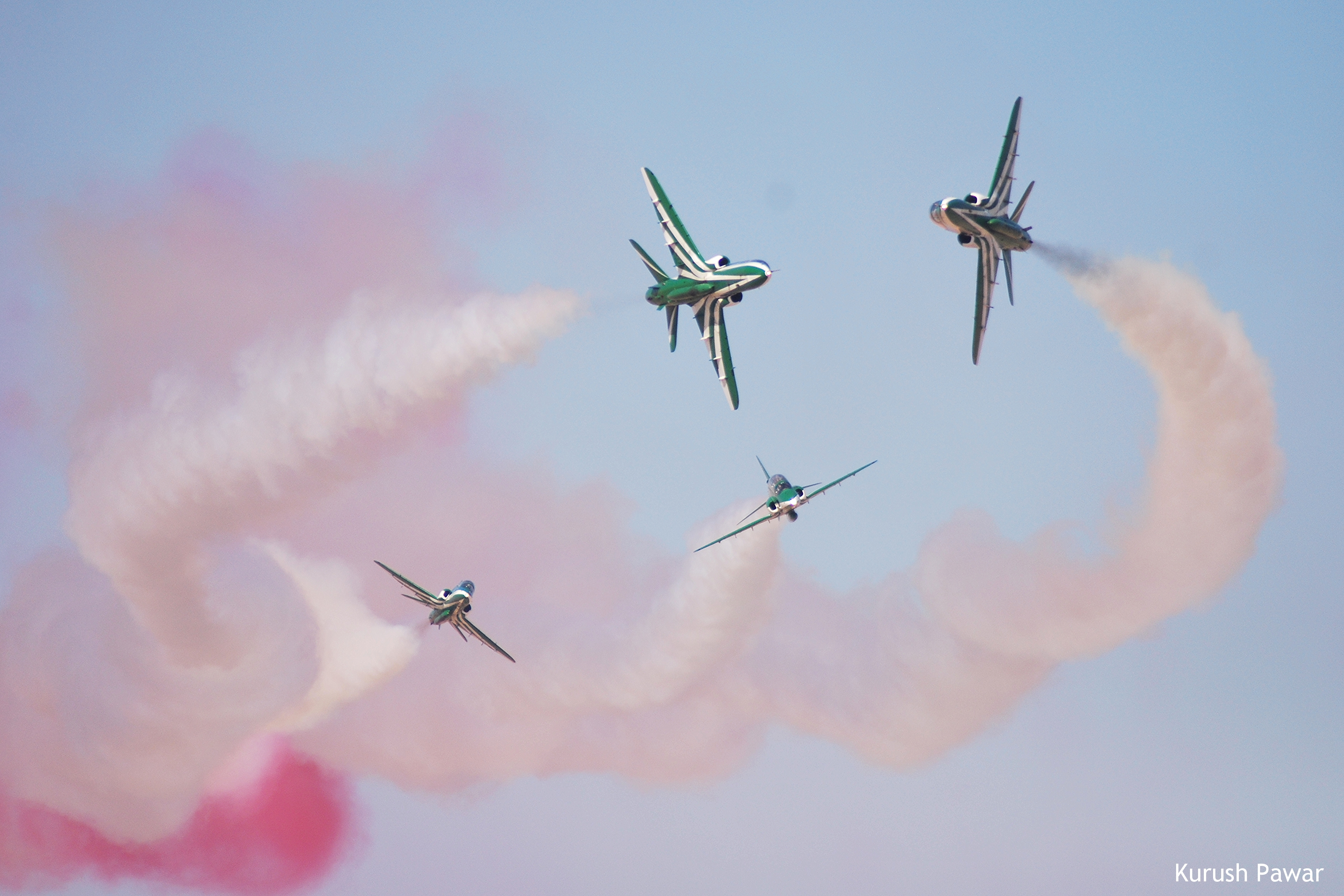
Os "Falcões" da força Aérea da Arábia Saudita.
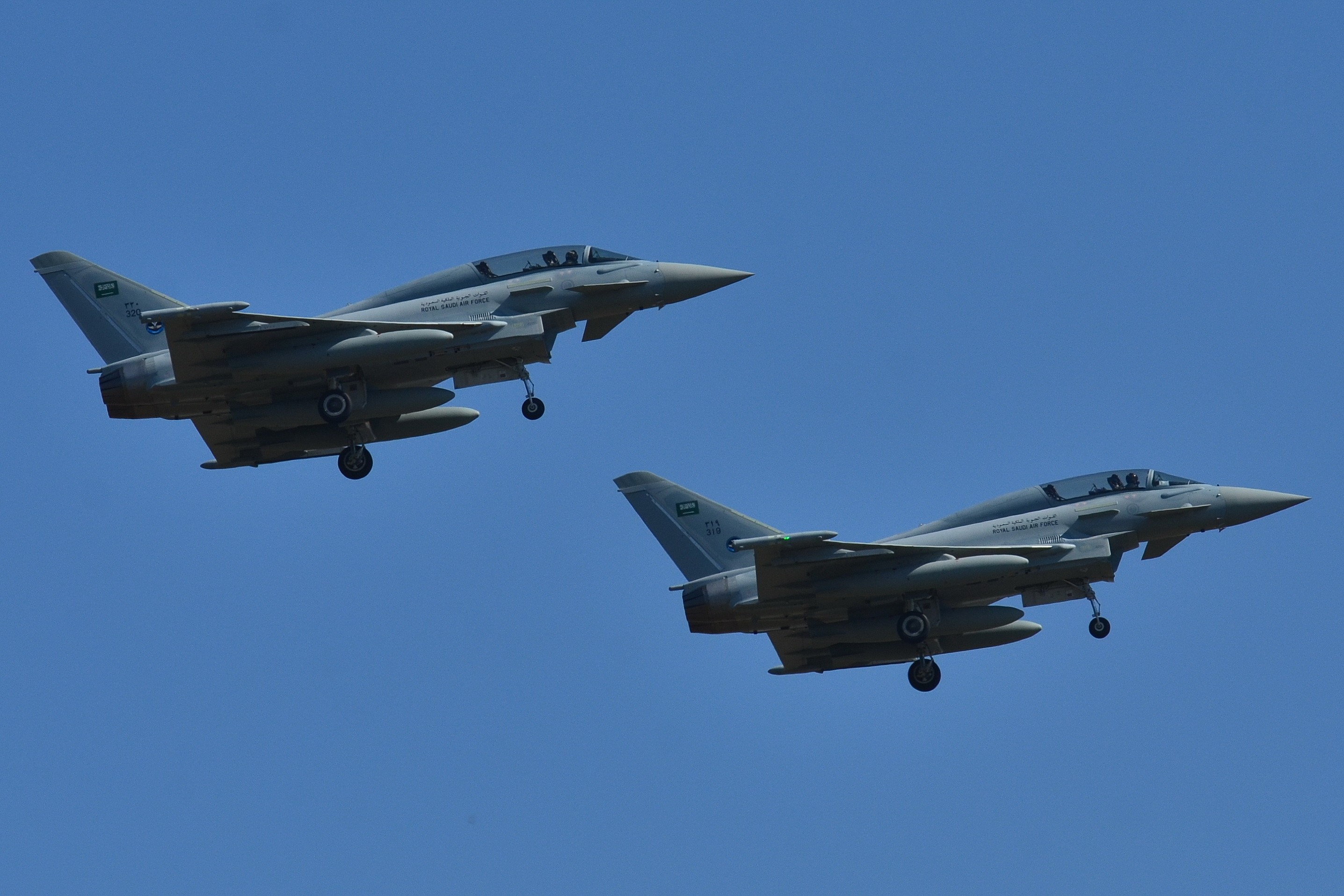
Dois Eurofighter Typhoon sauditas.
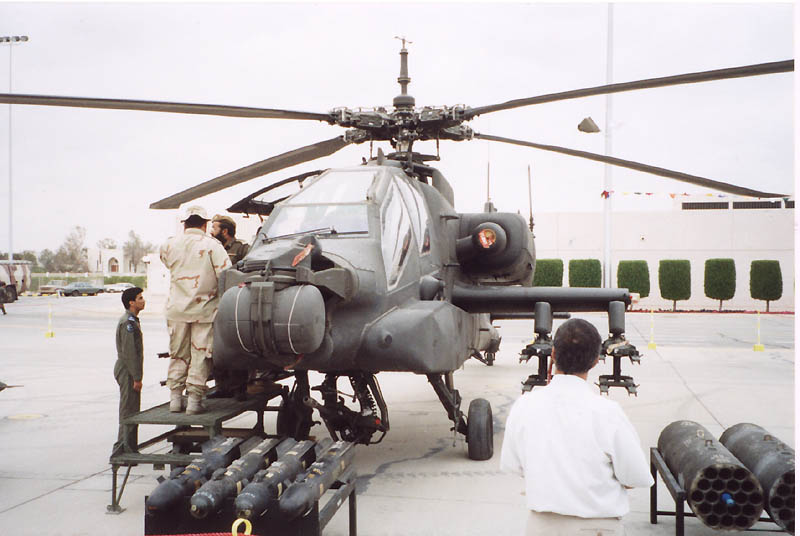
Uma AH-64 Apache saudita.